# Треві
Треві (італ. Trevi) — муніципалітет в Італії, у регіоні Умбрія,  провінція Перуджа.
Треві розташоване на відстані близько 115 км на північ від Рима, 39 км на південний схід від Перуджі.
Населення — 8507 осіб (2014).
Щорічний фестиваль відбувається 28 січня. Покровитель — Sant'Emiliano.

## Демографія
Населення за роками:

Станом на 1 січня 2023 року в муніципалітеті офіційно проживало 749 іноземців з 51 країни, серед них 235 громадян країн Євросоюзу та 27 громадян України.

## Сусідні муніципалітети
- Кампелло-суль-Клітунно
- Кастель-Ритальді
- Фоліньйо
- Монтефалько
- Селлано
- Сполето